# Henry Rathbone

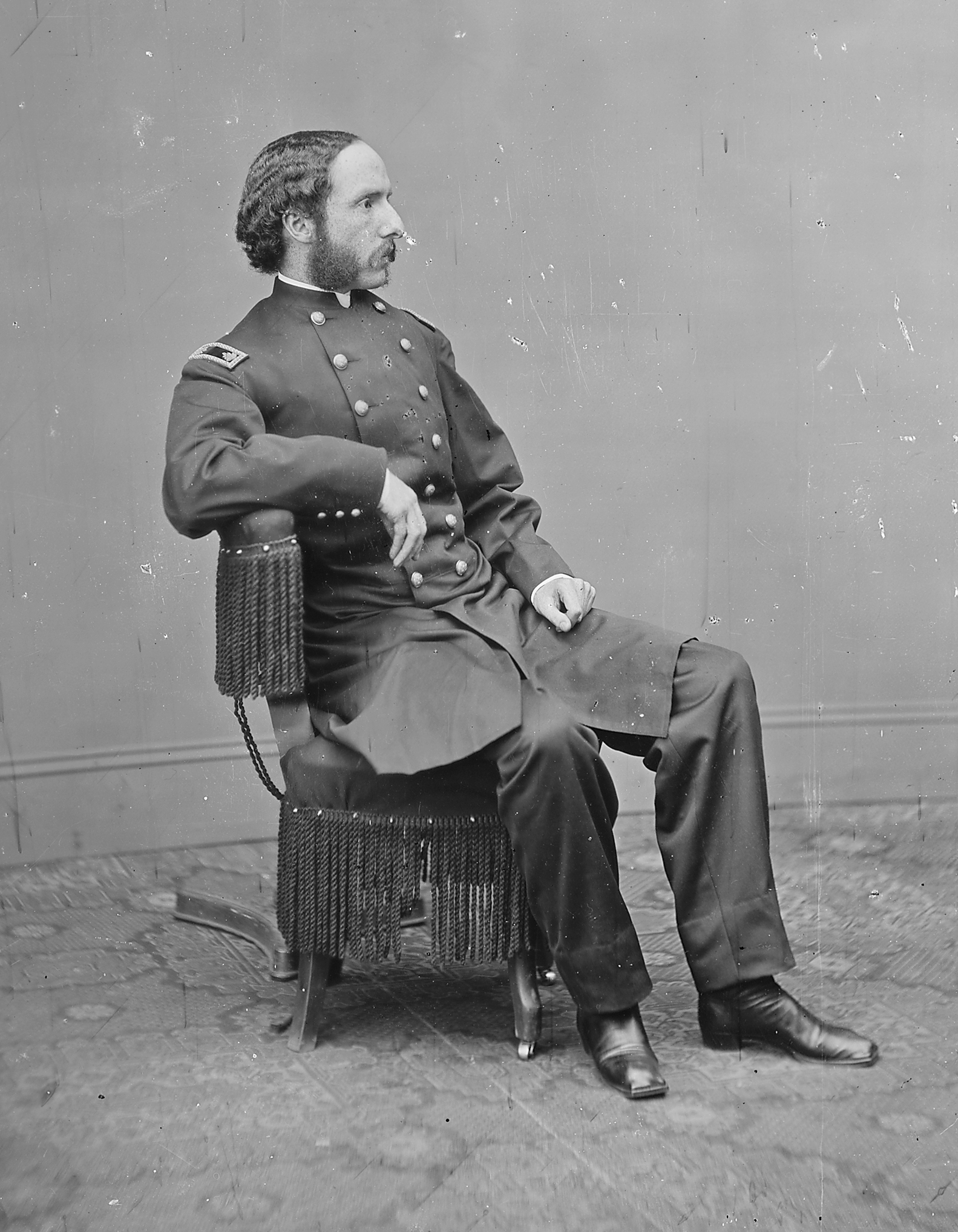
Fotografía de Henry Reed Rathbone. Realizada por Mathew B. Brady

Henry Reed Rathbone (1 de julio de 1837 - 14 de agosto de 1911) fue un oficial militar estadounidense y diplomático que estuvo presente en el asesinato del presidente Abraham Lincoln. Rathbone estaba sentado con su prometida, Clara Harris, al lado del presidente y su esposa, Mary Todd Lincoln, cuando John Wilkes Booth entró en el palco del presidente en el teatro Ford y fatalmente le disparó a Lincoln en la cabeza. Cuando Rathbone intentó evitar que Booth huyera de la escena, Booth lo apuñaló y lo hirió seriamente.

## Primeros años
Henry Rathbone nació en Albany, Nueva York, uno de los cuatro hijos de Jared L. Rathbone, comerciante y rico empresario, que más tarde se convirtió en el alcalde de Albany, y Pauline Rathbone (de soltera, Penney). A la muerte de su padre en 1845, Rathbone heredó la considerable suma de doscientos mil dólares. Su madre viuda, Pauline Rathbone, se casó con Ira Harris en 1848. Ira Harris fue nombrado senador de los Estados Unidos por Nueva York después de que William H. Seward se convirtiera en secretario de Estado del presidente Lincoln. Harris era un viudo con cuatro hijos cuya esposa Louisa también había muerto en 1845. Como resultado de este matrimonio, Ira Harris se convirtió en el padrastro de Rathbone y su hija, Clara, se convirtió en la hermanastra de Rathbone. Aunque esta serie de acontecimientos los hicieron hermanastro y hermanastra, Rathbone y Harris formaron una estrecha amistad y luego se enamoraron. Los dos se comprometieron poco antes de la Guerra Civil Americana (los hermanastros, al no estar emparentados, pueden contraer matrimonio al contrario que los medio hermanos que sí lo están).
Rathbone estudió Derecho en el Union College y trabajó brevemente en un bufete en Albany antes de ingresar en el Ejército de la Unión al comienzo de la guerra. Durante el conflicto, Rathbone sirvió como capitán en el 12.º regimiento de infantería y luchó en la batalla de Antietam y la batalla de Fredericksburg. Al final de la guerra, había alcanzado el rango de mayor.

## Asesinato de Lincoln

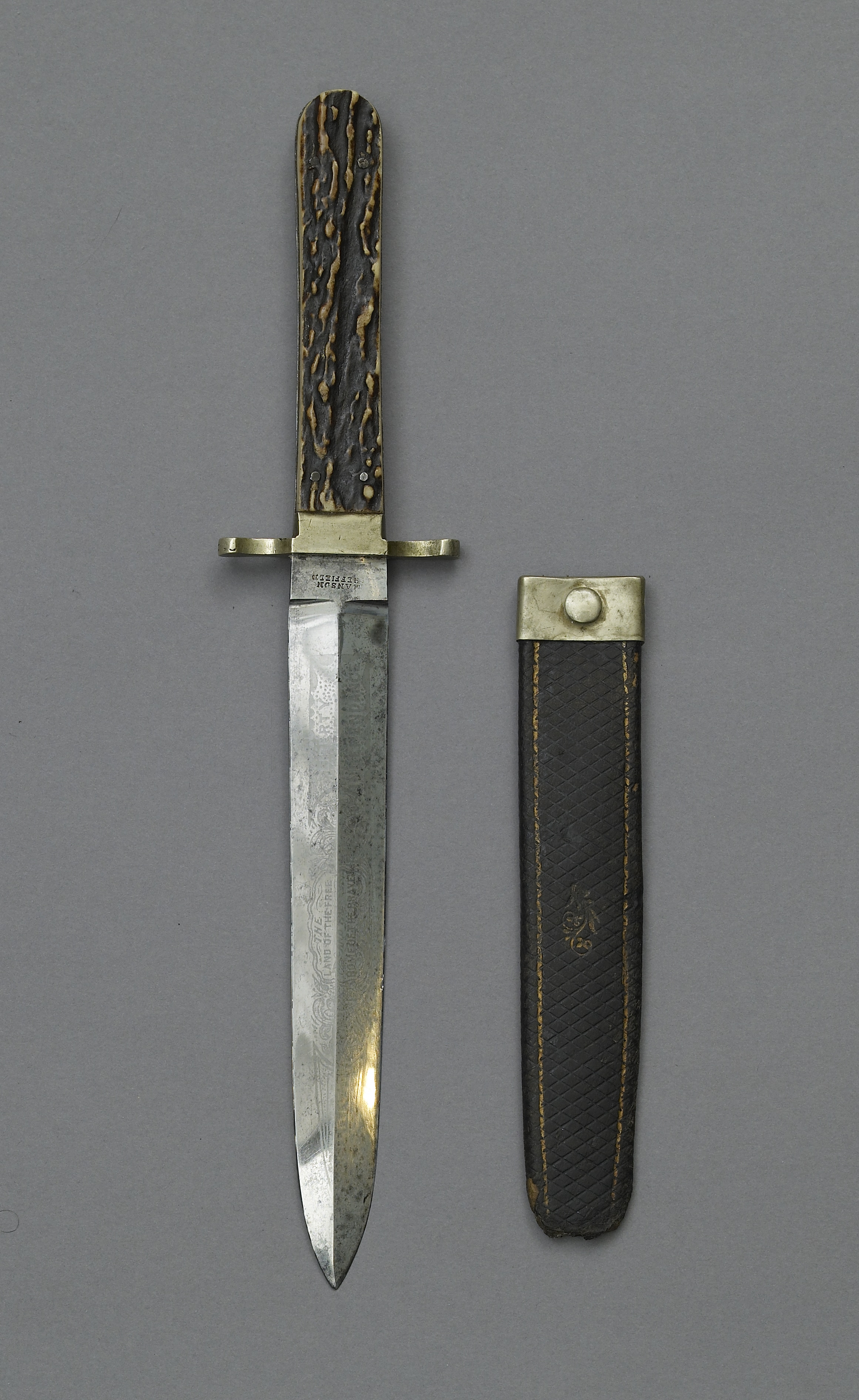
Imagen de daga

El 14 de abril de 1865, el mayor Rathbone y su prometida Clara Harris aceptaron una invitación para ver una obra en el teatro Ford del presidente Abraham Lincoln y su esposa, la primera dama Mary Todd Lincoln. La pareja, que había sido amiga del presidente y su esposa durante algún tiempo, fue invitada después de que Ulysses S. Grant y su esposa Julia, Thomas Eckert y otras varias personas hubieran rechazado la invitación de la señora Lincoln al teatro.
Durante la obra, el notable actor teatral John Wilkes Booth entró subrepticiamente en el palco presidencial y disparó fatalmente a Lincoln en la parte posterior de la cabeza con una pistola Derringer. Rathbone trató de aprehender a Booth y, durante la lucha, Booth cortó el brazo izquierdo de Rathbone con una daga desde el codo hasta el hombro. Rathbone recordó más tarde que estaba horrorizado por la ira en la cara de Booth. Rathbone se recuperó rápidamente y otra vez trató de sujetar a Booth mientras se preparaba para saltar desde el alféizar del palco. Se agarró a la capa de Booth mientras saltaba por encima de la baranda hasta el escenario, entorpeciendo su acción y haciéndole caer mal. Aunque Booth se había roto el peroné izquierdo dos pulgadas por encima del tobillo cuando cayó al escenario, logró escapar con éxito y permaneció huido durante doce días antes de ser abatido por las fuerzas de la Unión. Mientras tanto, el presidente mortalmente herido fue llevado al otro lado de la calle a la casa de William Petersen después de que los médicos decidieron que Lincoln no sobreviviría al viaje de regreso a la Casa Blanca. A pesar de su grave herida, Rathbone acompañó a la primera dama Mary Lincoln a la Casa Petersen y, poco después, se desmayó debido a la pérdida de sangre.
Harris llegó a la casa poco después y mantuvo la cabeza de Rathbone en su regazo mientras él entraba y salía de la consciencia. Un cirujano que había estado atendiendo al presidente finalmente examinó a Rathbone y se dio cuenta de que su herida era más grave de lo que inicialmente se pensaba. Booth había cortado una arteria situada justo por encima del codo de Rathbone y había llegado casi hasta el hueso. Rathbone fue llevado a casa mientras Harris permanecía con la Sra. Lincoln durante su vigilia en la Casa Petersen durante unas nueve horas. Esta vigilia duró toda la noche, hasta la mañana, cuando el presidente Lincoln murió a las 7:22 a. m. el 15 de abril de 1865.

## Carrera diplomática y declive mental
Aunque las heridas físicas de Rathbone sanaron, su estado mental se deterioró en los años que siguieron a la muerte de Lincoln mientras permanecía angustiado sobre su supuesta incapacidad de frustrar el magnicidio. Se casó con Harris el 11 de julio de 1867 y la pareja tuvo tres hijos: Henry Riggs (nacido el 12 de febrero de 1870, que más tarde se convirtió en congresista estadounidense), Gerald Lawrence (nacido el 26 de agosto de 1871) y Clara Pauline (15 de septiembre de 1872).
Rathbone renunció al Ejército en 1870, habiendo ascendido al rango de coronel de patente. Después de su renuncia, luchó por encontrar y mantener un trabajo debido a su inestabilidad mental. Rathbone se convenció de que Harris estaba engañándolo y se puso celoso de otros hombres que le prestaran atención. También resentía la atención de Harris para con sus hijos y según se informa amenazó a su esposa en varias ocasiones después de decidir que Harris iba a divorciarse de él y llevarse a los niños. A pesar de su comportamiento, el presidente Chester Alan Arthur designó a Rathbone cónsul de los EE. UU. en la provincia de Hanover en 1882. La familia se trasladó a Alemania donde la salud mental de Rathbone continuó declinando.
El 23 de diciembre de 1883, Rathbone atacó a su familia en un acceso de locura. Rathbone disparó y apuñaló mortalmente a su esposa, que intentaba proteger a los niños. Rathbone se apuñaló después cinco veces en el pecho en un intento de suicidio. Fue acusado de asesinato, pero fue declarado demente por los médicos después de él culpar del asesinato a un intruso. Fue condenado e internado en un asilo para criminales dementes en Hildesheim, Alemania. Los hijos de la pareja fueron enviados a vivir con su tío materno, William Harris, en los Estados Unidos.

## Últimos años y muerte
Rathbone pasó el resto de su vida en el manicomio como loco criminal. Murió el 14 de agosto de 1911 y fue enterrado junto a Harris en el cementerio de la ciudad en Hanover/Engesohde. A medida que pasaba el tiempo, la administración del cementerio, mirando los registros relativos a parcelas sin actividad reciente o interés familiar, decidió en 1952 que los restos de Rathbone y Harris pudieran ser eliminados. Ambos fueron desenterrados y sus restos desechados.

## Representaciones culturales
La biografía de Henry Rathbone, su experiencia en el asesinato de Lincoln y el asesinato de Clara Harris se cuentan en el libro de no ficción Worst Seat in the House: Henry Rathbone's Front Row View of the Lincoln's Assassination by Caleb Stephens.
Henry Reed Rathbone y Harris son los protagonistas de Henry y Clara (1994, publicada por Ticknor & Fields), una novela de ficción histórica de Thomas Mallon.